# Campeonato Europeu de Halterofilismo de 2006
O Campeonato Europeu de Halterofilismo de 2006 foi a 85ª edição do campeonato, sendo organizado pela Federação Europeia de Halterofilismo, em Władysławowo, na Polónia, entre 1 a 7 de maio de 2006. Foram disputadas 15 categorias (8 masculino e 7 feminino), com a presença de 207 halterofilistas de 33 nacionalidades.

## Medalhistas

### Masculino
| Evento   | Ouro                              | Ouro     | Prata                             | Prata    | Bronze                         | Bronze   |
| -------- | --------------------------------- | -------- | --------------------------------- | -------- | ------------------------------ | -------- |
| 56 kg    | Vitali Dzerbianiou · Bielorrússia | 268,0 kg | Igor Grabucea · Moldávia          | 249,0 kg | László Tancsics · Hungria      | 246,0 kg |
| 62 kg    | Adrian Jigău · Roménia            | 286,0 kg | Henadzi Majveyenia · Bielorrússia | 285,0 kg | Samson Matam · França          | 277,0 kg |
| 69 kg    | Demir Demirev · Bulgária          | 329,0 kg | Vencelas Dabaya · França          | 325,0 kg | Armen Ghazarian · Armênia      | 325,0 kg |
| 77 kg    | Guevorg Davtian · Armênia         | 360,0 kg | Vladislav Lukanin · Rússia        | 352,0 kg | Gueorgui Markov · Bulgária     | 351,0 kg |
| 85 kg    | Andrei Rybakou · Bielorrússia     | 392,0 kg | Yuri Myshkovets · Rússia          | 372,0 kg | Zaur Tajushev · Rússia         | 370,0 kg |
| 94 kg    | Szymon Kołecki · Polónia          | 394,0 kg | Andrei Demanov · Rússia           | 393,0 kg | Nikólaos Kurtidis · Grécia     | 387,0 kg |
| 105 kg   | Marcin Dołęga · Polónia           | 424,0 kg | Mijail Audzeyeu · Bielorrússia    | 412,0 kg | Ramūnas Vyšniauskas · Lituânia | 410,0 kg |
| + 105 kg | Viktors Ščerbatihs · Letônia      | 445,0 kg | Velichko Cholakov · Bulgária      | 434,0 kg | Paweł Najdek · Polónia         | 432,0 kg |

### Feminino
| Evento  | Ouro                           | Ouro     | Prata                           | Prata    | Bronze                          | Bronze   |
| ------- | ------------------------------ | -------- | ------------------------------- | -------- | ------------------------------- | -------- |
| 48 kg   | Estefanía Juan Tello · Espanha | 185,0 kg | Svetlana Ulianova · Rússia      | 183,0 kg | Genny Pagliaro · Itália         | 179,0 kg |
| 53 kg   | Mărioara Munteanu · Roménia    | 191,0 kg | Nataliya Trotsenko · Ucrânia    | 190,0 kg | Virginie Lachaume · França      | 178,0 kg |
| 58 kg   | Marina Shainova · Rússia       | 237,0 kg | Fetije Kasaj · Albânia          | 227,0 kg | Aleksandra Klejnowska · Polónia | 218,0 kg |
| 63 kg   | Svetlana Shimkova · Rússia     | 250,0 kg | Hanna Batsiushka · Bielorrússia | 234,0 kg | Vanda Maslovska · Ucrânia       | 221,0 kg |
| 69 kg   | Tatiana Matveyeva · Rússia     | 257,0 kg | Nataliya Davydova · Ucrânia     | 239,0 kg | Dominika Misterska · Polónia    | 221,0 kg |
| 75 kg   | Natalia Zabolotnaya · Rússia   | 278,0 kg | Hripsime Jurshudian · Armênia   | 261,0 kg | Nadiya Myroniuk · Ucrânia       | 242,0 kg |
| + 75 kg | Olha Korobka · Ucrânia         | 290,0 kg | Natalia Gagarina · Rússia       | 271,0 kg | Yordanka Apostolova · Bulgária  | 245,0 kg |

## Quadro de medalhas
Quadro de medalhas no total combinado
| Ordem | País         | Medalha de ouro | Medalha de prata | Medalha de bronze | Total |
| ----- | ------------ | --------------- | ---------------- | ----------------- | ----- |
| 1     | Rússia       | 4               | 5                | 1                 | 10    |
| 2     | Bielorrússia | 2               | 3                | 0                 | 5     |
| 3     | Polónia      | 2               | 0                | 3                 | 5     |
| 4     | Roménia      | 2               | 0                | 0                 | 2     |
| 5     | Ucrânia      | 1               | 2                | 2                 | 5     |
| 6     | Bulgária     | 1               | 1                | 2                 | 4     |
| 7     | Armênia      | 1               | 1                | 1                 | 3     |
| 8     | Espanha      | 1               | 0                | 0                 | 1     |
| 8     | Letônia      | 1               | 0                | 0                 | 1     |
| 10    | França       | 0               | 1                | 2                 | 3     |
| 11    | Albânia      | 0               | 1                | 0                 | 1     |
| 11    | Moldávia     | 0               | 1                | 0                 | 1     |
| 13    | Grécia       | 0               | 0                | 1                 | 1     |
| 13    | Hungria      | 0               | 0                | 1                 | 1     |
| 13    | Itália       | 0               | 0                | 1                 | 1     |
| 13    | Lituânia     | 0               | 0                | 1                 | 1     |
| Total | Total        | 15              | 15               | 15                | 45    |